# 1215
سنة 1215 كانت سنة بسيطة تبدأ يوم الخميس (الرابط يظهر نموذج التقويم الكامل للسنة) من التقويم اليولياني.

## أحداث
- 4 مارس - الملك جون ملك إنجلترا يعطي قسمه أمام البابا انوسنت الثالث ليدخل الحملات الصليبية وذلك ليكسب تأييده

انتهاء العمليات العسكرية على مملكة جين بتدميرها والحاقها بالإمبراطورية المغولية

## مواليد
- إبراهيم بن الغزي.
- لويس التاسع.
- تكلا هيمانوت.
- قوبلاي خان.
- سلستين الخامس.
- يوحنا الحادي والعشرون.

## وفيات
- جيافارمان السابع.
- أبو الحسن الهروي.
- علي بن محمد ابن الوليد داعي مطلق الخامس من دعاة يمن المستعلي ومن أصحاب التأويل الإسماعيلي.